# Karl Hofmann (Geologe)
Karl Hofmann (auch Károly) (* 27. November 1839 in Ruskberg, Kaisertum Österreich; † 21. Februar 1891 in Budapest, Königreich Ungarn) war ein österreichisch-ungarischer Geologe.
Er studierte 1856/57 an der Technischen Hochschule in Wien, 1857 in Karlsruhe, 1858 an der Bergakademie in Freiberg und ab 1860 an der Universität Heidelberg. 1863 promovierte er zum Dr. phil. und wurde im Folgejahr Professor für Mineralogie und Geologie am Polytechnikum in Ofen. Ab 1868 führte er die geologische Aufnahme verschiedener Teile Ungarns durch. 1869 trat er als zweiter Chefgeologe in die neugegründete königlich ungarische Geologische Anstalt ein und war von 1872 bis zu seiner Emeritierung im Jahr 1891 ihr erster Chefgeologe.

## Schriften
- Ueber Wechselzersetzung beim Mischen von Salzlösungen, und über die Dichtigkeits- und Brechungs-Verhältnisse einiger wässrigen Salzlösungen bei verschiedener Concentration. In: Annalen der Physik und Chemie. 1868, S. 575–622.